# Sitio de Leningrado
El sitio de Leningrado o el asedio de Leningrado (en ruso: блокада Ленинграда, romanizado: blokada Leningrada) fue una acción militar de la Alemania nazi durante la Segunda Guerra Mundial con el objetivo de tomar rápidamente la ciudad de Leningrado (actual San Petersburgo). Sin embargo, los soviéticos opusieron una intrincada defensa y camuflaron edificaciones históricas con redes que impedían determinar su perfil. Así, ante la imposibilidad de lograr sus fines iniciales, los alemanes, comandados por Wilhelm Ritter von Leeb, y sus aliados finlandeses optaron por bloquear los accesos a la población y dejar morir de hambre tanto a sus habitantes como a la guarnición que la defendía.
El asedio comenzó el 8 de septiembre de 1941, tras cortar la Wehrmacht las últimas vías de acceso. Si bien las fuerzas soviéticas lograron abrir un estrecho corredor terrestre a la ciudad el 18 de enero de 1943, los alemanes mantuvieron el cerco hasta el 27 de enero de 1944, es decir, 872 días, uno de los más largos y despiadados de la historia; de hecho, algunos historiadores califican tales actos de genocidio, por llevar, deliberada y sistemáticamente, a morir de hambre a cientos de miles de civiles. Familias enteras fallecieron de hambre y frío. La falta de comida obligó a la población a alimentarse de palomas, gatos y ratas, e incluso se registraron actos de canibalismo y de compraventa de cadáveres.
Si la aniquilación no llegó a ser absoluta fue gracias a que civiles y soldados pudieron habilitar, a través del —entonces helado— lago de Ládoga, un corredor por donde llegaba una mínima ayuda a los sitiados. Según recuentos no oficiales, desde el inicio del asedio hasta la liberación de la ciudad habían muerto 1 200 000 personas.

## Antecedentes
El 1 de diciembre de 1940, en una sesión informativa celebrada en el OKH (Estado Mayor General del Ejército), el Generaloberst Franz Halder presentó sus planes para la operación Barbarroja; en dicha reunión, Halder intentó convencer a Hitler de que el objetivo de la campaña debía ser Moscú, centro político de la Unión Soviética, y de que el objetivo final consistiría en conquistar el área al oeste de una línea que fuera de Arcángel hasta el río Volga. Hitler no se opuso a estos planes, aunque puso el énfasis en la destrucción del Ejército Rojo antes de que se retirara hacia el este para después ocupar las zonas altamente industrializadas del norte de Rusia y la zona agrícola de Ucrania. Los avances proyectados de los tres grupos de ejército alemanes serían hacia Leningrado (Grupo de Ejércitos Norte), Moscú (Grupo de Ejércitos Centro) y Kiev (Grupo de Ejércitos Sur). Tanto el OKH como Hitler daban por hecho que el poderoso Grupo de Ejércitos Centro, que debía llevar el peso principal de la ofensiva, podía ser desviado al norte o al sur para apoyar el avance de los otros dos grupos de ejército, dotados de menos recursos.
El Grupo de Ejércitos Norte debía tomar Leningrado y luego aguardar la llegada del Grupo de Ejércitos Centro antes de avanzar hacia Moscú. Si bien el Alto Mando Alemán (OKW) opinaba que esta última ciudad era más importante que Leningrado, según el historiador Mijaíl Frolov Hitler pensaba que la conquista de esta neutralizaría para siempre la Flota del Báltico, permitiendo el libre transporte de hierro desde Suecia hasta Alemania. Además, al ser Leningrado la antigua capital del Imperio Ruso y la cuna de la Revolución rusa de 1917, la toma de esta ciudad sería un duro golpe a la moral de la Unión Soviética. En 1939, la ciudad aportaba el 11 % de toda la producción industrial soviética.
Hitler no era el único que quería ver caer Leningrado. En 1939, la URSS había intentado invadir Finlandia, tras negarse esta a ceder parte de su territorio para salvaguardar a Leningrado (véase Guerra de Invierno). Los soviéticos lograron penetrar por la frontera, pero solo pudieron anexarse algunas zonas del territorio finlandés alrededor del lago de Ládoga. Tras esto, los finlandeses empezaron a armarse de nuevo con la intención de vengarse en el futuro. Cuando Hitler invadió la URSS, Finlandia selló inmediatamente una alianza con la Alemania nazi con objeto de recuperar los territorios perdidos (véase Guerra de Continuación).
El plan final de Hitler era arrasar Leningrado y ceder áreas al norte del río Nevá a los finlandeses.

## Desarrollo

### Avance del Eje hacia Leningrado
El 21 de julio de 1941, Hitler visitó el cuartel general del mariscal Wilhelm von Leeb, comandante del Grupo de Ejércitos Norte en Letonia, y le ordenó que Leningrado fuera aniquilado rápidamente; a finales de julio, reforzado con nuevas y poderosas unidades blindadas y con el VIII Cuerpo Aéreo (VIII Fliegerkorps) del Grupo de Ejércitos Norte, Leeb se dispuso a rodear la ciudad. Su plan era rebasar por el flanco la línea Luga, un sistema de fortificaciones soviéticas a lo largo del río Luga al suroeste de la ciudad, y conectar con los finlandeses al oriente de la ciudad.
Leeb tenía planeado ejecutar su ataque principal entre el río Narva y el Lago Ilmen con tres grupos de asalto formados a partir del 4.º Panzergruppe de Erich Hoepner y del 18.º Ejército de Georg von Küchler; además, su plan incluía un ataque secundario al sur del lago con el 16.º Ejército de Ernst Busch. El día 9, el XXXXI  y el LVI cuerpos motorizados (a las órdenes de Georg-Hans Reinhardt y de Erich von Manstein, respectivamente), apoyados por el XXXVIII Cuerpo, atacarían entre el río Narva y el lago Ílmen, y el XXVIII Cuerpo de Ejército y el resto del 16.º Ejército se unirían al ataque una vez que hubieran destruido las fuerzas soviéticas que operaban en Tallin.
La ofensiva alemana comenzó el 8 de agosto. El día 13, el ejército germano capturó la ciudad de Novgorod, cortando de esa forma la carretera principal Leningrado-Moscú. La línea Luga fue rebasada por el sur, lo que obligó a los defensores soviéticos a retirarse hacia Leningrado. Casi al mismo tiempo, los finlandeses comenzaron la invasión desde el norte, reconquistando el istmo de Carelia hacia agosto de 1941. Sin embargo, detuvieron su avance hacia Leningrado en la antigua frontera de 1939: si bien es cierto que los finlandeses no avanzaron más, la simple amenaza de un ataque por su parte desde el norte obligó a Markián Popov, comandante del Frente Norte, a transferir importantes reservas al 23.º Ejército soviético, que se oponía al avance finlandés, lo que debilitó las defensas soviéticas y favoreció el avance alemán contra la ciudad. El gobierno finés se negó a seguir adelante, a pesar de que Alemania le presionaba para que participara en el asalto a Leningrado. Al contrario que el resto de los países aliados de los nazis, Finlandia nunca cedió el control de sus tropas a un general alemán, ya que quería preservar en todo momento su independencia militar; con posterioridad solo efectuaron ataques limitados hacia Leningrado. Los finlandeses incluso dieron inicio a una desmovilización parcial de sus tropas tras recuperar los territorios perdidos en la guerra de Invierno.
La negativa finlandesa a atacar la ciudad desde el norte dejó al Grupo de Ejércitos Norte solo para completar el avance hacia Leningrado. Los líderes soviéticos no habían previsto una amenaza contra la ciudad proveniente del oeste, por lo que carecía de defensas en esa dirección. Hasta 500 000 civiles, muchos de ellos mujeres y niños, trabajaron en las fortificaciones de campaña alrededor de la ciudad a medida que las tropas nazis avanzaban a través de los países bálticos durante julio y agosto. 20 000 efectivos soviéticos defendieron el puerto de Tallin (Estonia).

### Los alemanes establecen el cerco, del 25 de agosto al 8 de septiembre
El 25 de agosto, los alemanes capturaron Chúdovo, en la línea principal de ferrocarril entre Moscú y Leningrado. Cinco días más tarde tomaron el importante nudo ferroviario de Mga, y el 8 de septiembre, la 20.º División Motorizada ocupó Shlisselburg, en la esquina suroriental del lago Ládoga, a 37 kilómetros al este de la ciudad, completando de esta manera el cerco de la ciudad.
El 26 de agosto de 1941, finalmente el Alto Mando soviético dio permiso a la Flota del Báltico para evacuar Tallin. A pesar de las excepcionales dificultades de la evacuación y a los continuos ataques de la Luftwaffe y al constante peligro de los submarinos alemanes y de los numerosos campos de mina, el almirante Vladímir Tríbuts, a la sazón comandante de la Flota del Báltico, fue capaz de evacuar a Kronstadt 104 barcos, 25 transportes y numerosos barcos auxiliares. Además fueron evacuadas las tropas del 10.º Cuerpo de Fusileros, la guarnición de la base, los heridos y numerosos refugiados, más de dieciocho mil personas, que luego tuvieron un destacado papel en la defensa de Leningrado.

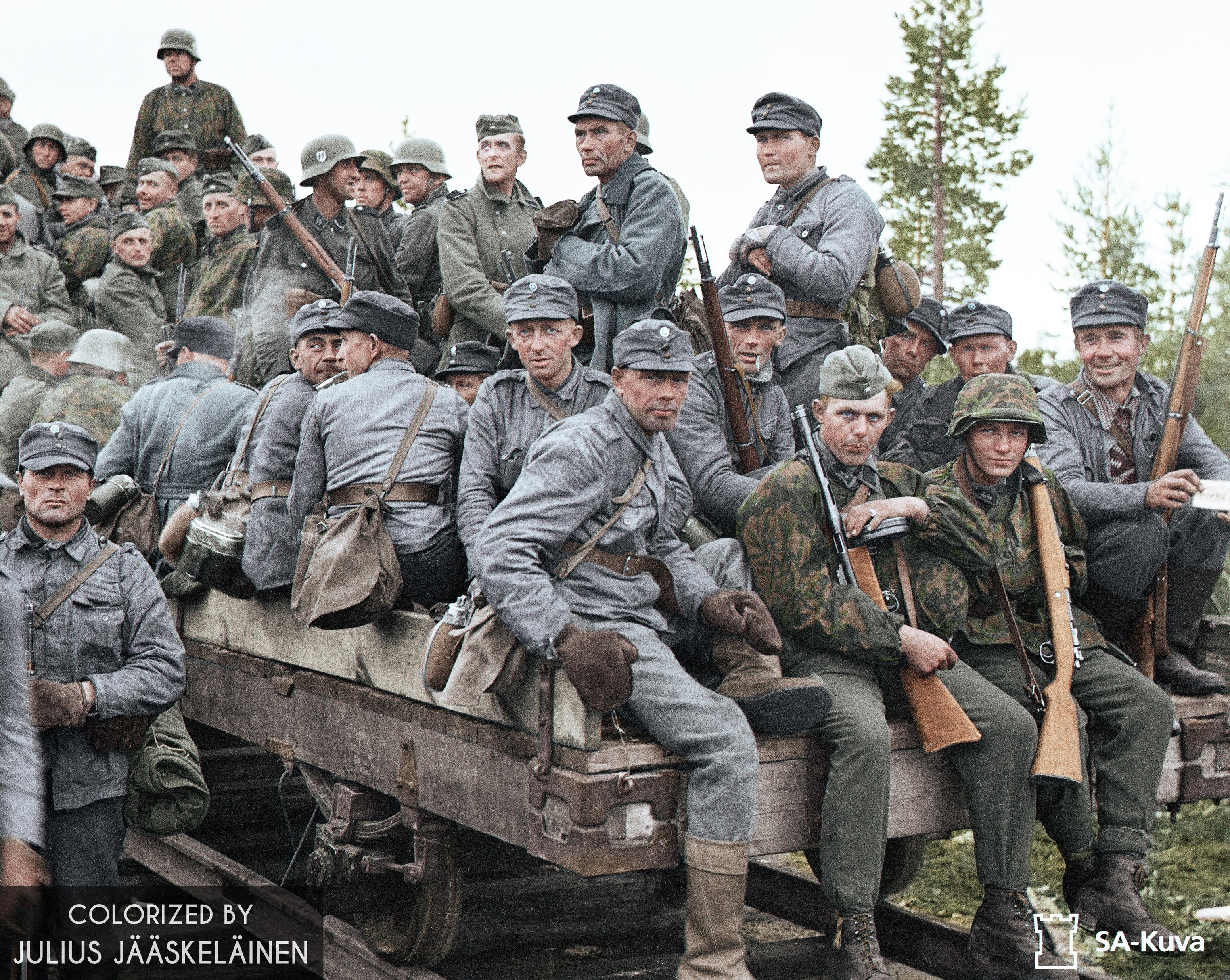
Soldados finlandeses y voluntarios de las Waffen-SS alemanas en Kiestinki (Carelia) 22 de agosto de 1941

Los enormes cañones de la Flota del Báltico frenaron en seco la primera ofensiva teutona en 1941 a tan solo siete kilómetros de Leningrado, sus poderosos cañones eran capaces de lanzar por los aires los tanques alemanes, tan solo una de estas baterías navales fue capaz de destruir treinta y cinco carros alemanes, doce posiciones de artillería, un batallón de infantería y un tren militar tudesco cargado de soldados y municiones. Entonces el mariscal de campo Wilhelm von Leeb Comandante del Grupo de Ejércitos Norte, decidió que fuera la Luftwaffe quien despejara el camino a Leningrado hundiendo los barcos de la Flota del Báltico, la primera víctima fue el viejo Acorazado Marat (antiguo Petropavlovsk), hundido en aguas someras tras el impacto directo de dos bombas de 1000 kg. Sin embargo, tres de sus torretas principales estaban intactas junto al resto del casco y los soviéticos lo pusieron en servicio, por lo cual, el Marat continuó como batería estacionaria durante el resto del cerco.
La poderosa demostración de fuego de la Flota Soviética y el traslado de la mayor parte de la Luftwaffe y de las unidades blindadas del Grupo de Ejércitos Norte para apoyar la gran ofensiva nazi contra Moscú (véase Operación Tifón) impidió a la Wehrmacht ocupar rápidamente Leningrado, por lo que el Alto Mando Alemán ordenó al Grupo de Ejércitos Norte, atrincherarse y dejar morir de hambre a la población y a la guarnición de la ciudad.
El 6 de septiembre de 1941, Adolf Hitler, emitió la directiva del Führer n.º 35 que ordenaba que tres cuerpos motorizados y el VIII Cuerpo aéreo se pusieran bajo el control del Grupo de Ejércitos Centro para participar en la ofensiva sobre Moscú. Con sus dos divisiones Panzer y sus dos divisiones motorizadas restantes, el Grupo de Ejércitos Norte fue incapaz de hacer progresos en los ataques terrestres. En su lugar comenzaron a bombardear la ciudad con artillería pesada y ataques de la Luftwaffe. El día 12, las bombas alemanas destruyeron el principal almacén de alimentos de la ciudad, hecho que marcaría el comienzo de dos años de hambruna y sufrimiento.

### Defensa de Leningrado, del 8 al 30 de septiembre
El 11 de septiembre de 1941, Stalin envió al general del ejército Gueorgui Zhúkov y a un grupo reducido de personal militar a la ciudad sitiada para hacerse cargo de la defensa y sustituir al mariscal Voroshilov, el cual había demostrado una enorme incompetencia. Stalin despidió personalmente a Zhúkov y le dijo «tome esta nota y entréguesela a Voroshilov». La nota decía simplementeː «A Voroshilov. El GKO ha designado al general Zhúkov para el mando del Frente de Leningrado. Haga entrega del mando a Zhukov y regrese a Moscú inmediatamente». Voroshilov fue acusado de «errores graves cometidos en la defensa de Leningrado», para cualquier otro general esto hubiera significado una sentencia de muerte pero debido a la amistad que lo unía con Stalin, fue perdonado y destinado a un puesto sin importancia en la retaguardia.

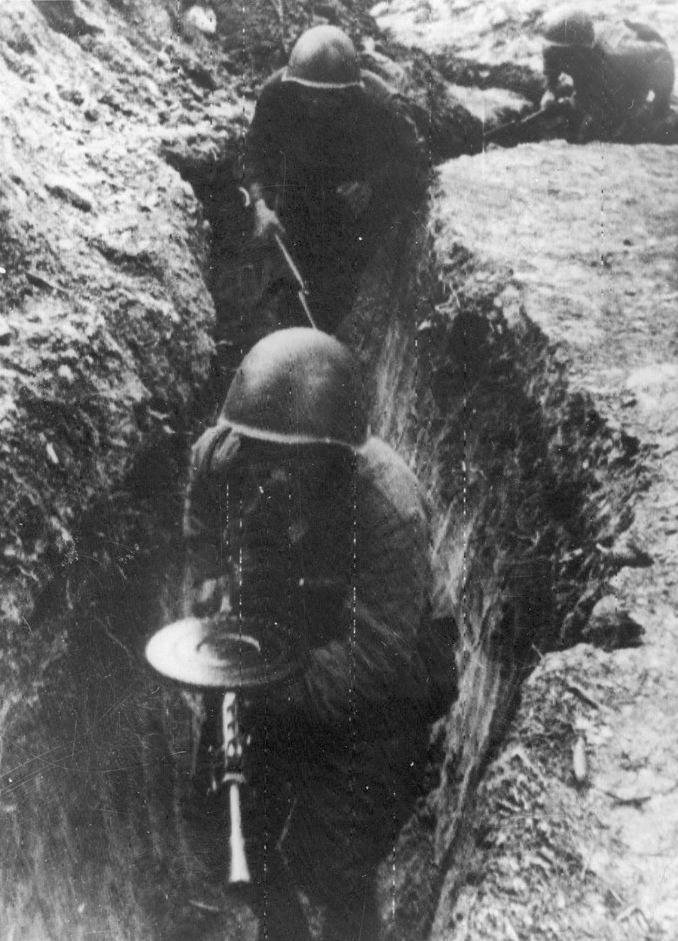
Tropas soviéticas ocupan sus posiciones de combate en los alrededores de Leningrado. El primer soldado está armado con una ametralladora ligera DP-27 de 7.62 mm

En cuanto Zhúkov tomó el mando de la ciudad, rápidamente se puso en acción para remediar la difícil situación. Nombró a Mijaíl Jozin como su jefe de Estado Mayor y estableció un nuevo cuartel general en el Instituto Smolny. Además, el 17 de septiembre, integró al almirante Iván Isákov en el nuevo y renovado Consejo Militar de Leningrado. Dividió Leningrado en seis sectores defensivos. Sin perder ni un minuto se cavaron trincheras, se crearon fortines y se distribuyeron cañones contracarro entre batallones de reserva organizados. Además ordenó a los grandes cañones de la Flota del Báltico que castigasen duramente a las posiciones alemanas. Los barcos contaban nada menos que con 338 cañones de gran calibre que podían dispararse desde las embarcaciones o trasladarse a tierra para formar baterías costeras. Después de tomar estas medidas, el 17 de septiembre, Zhúkov dictó la orden, a las tropas soviéticas que defendían el perímetro de defensa de la ciudad; de que cualquier soldado u oficial que fuera sorprendido retirándose del frente sin permiso sería fusilado de inmediato.
Cuando Zhúkov asumió el mando de la defensa de Leningrado esta era casi desesperada. En los alrededores de la ciudad los alemanes habían capturado Krasnoye Selo, habían ocupado la mitad occidental de la Región Fortificada de Krasnogvardeisk y habían avanzado hasta Uritsk, a 10 kilómetros de Peterhof y Strelna, en la costa del golfo de Finlandia. También habían alcanzado Púlkovo, a solo 12 kilómetros al sur de la ciudad, y Pushkin a 8 kilómetros al sureste. Algo más al oriente, los germanos habían capturado Schlüsselburg y Siniávino, este avance era especialmente peligroso porqué los alemanes podían ocupar Vóljov y enlazar con los finlandeses. Lo que cortaría cualquier ruta de suministros a la ciudad.
Cuatro días después de la llegada de Zhúkov a Leningrado, los alemanes reanudaron su ofensiva. Cuatro divisiones germanas incluidas la 1.º División Panzer y la 36.º División Motorizada atacaron en dirección a Uritsk y rompieron las débiles líneas defensivas soviéticas al norte de Krasnoye Selo. Después ocuparon varias localidades de la zona y provocó una seria crisis en el 42.º Ejército de Ivánov. Lo que obligó a Zhúkov a enviarle sustanciales refuerzos, gracias a estos refuerzos Ivánov recuperó Sosnovka y Finkoe Koirovo, lo que detuvo efectivamente la ofensiva alemana y restableció el frente defensivo soviético en la zona.
El 15 de septiembre, Zhúkov ordenó al 55.º Ejército de Iván Lázarev que mantuviera sus posiciones a cualquier precio. Ese mismo día, los alemanes reemprendieron su ofensiva en la zona y alcanzaron las afueras de Uritsk y Volodarskii a apenas 4 kilómetros de la costa del Báltico. Rápidamente Zhúkov envió nuevos refuerzos al diezmado 55.º Ejército consistentes en varias unidades de infantería de marina de la Flota del Báltico, milicianos con poco entrenamiento y mal armados y la recién formada 21.ª División de Fusileros del NKVD. Al día siguiente estas tropas tan variopintas, ocuparon posiciones defensivas tras las líneas del 42.º Ejército entre el golfo de Finlandia hasta el río Nevá. Zhúkov prohibió a sus comandantes cualquier retirada de sus posiciones, sin su permiso expreso y el propio Stalin emitió una orden que amenazaba con graves castigos a los «saboteadores y simpatizantes de los alemanes» que se retiraran del combate.

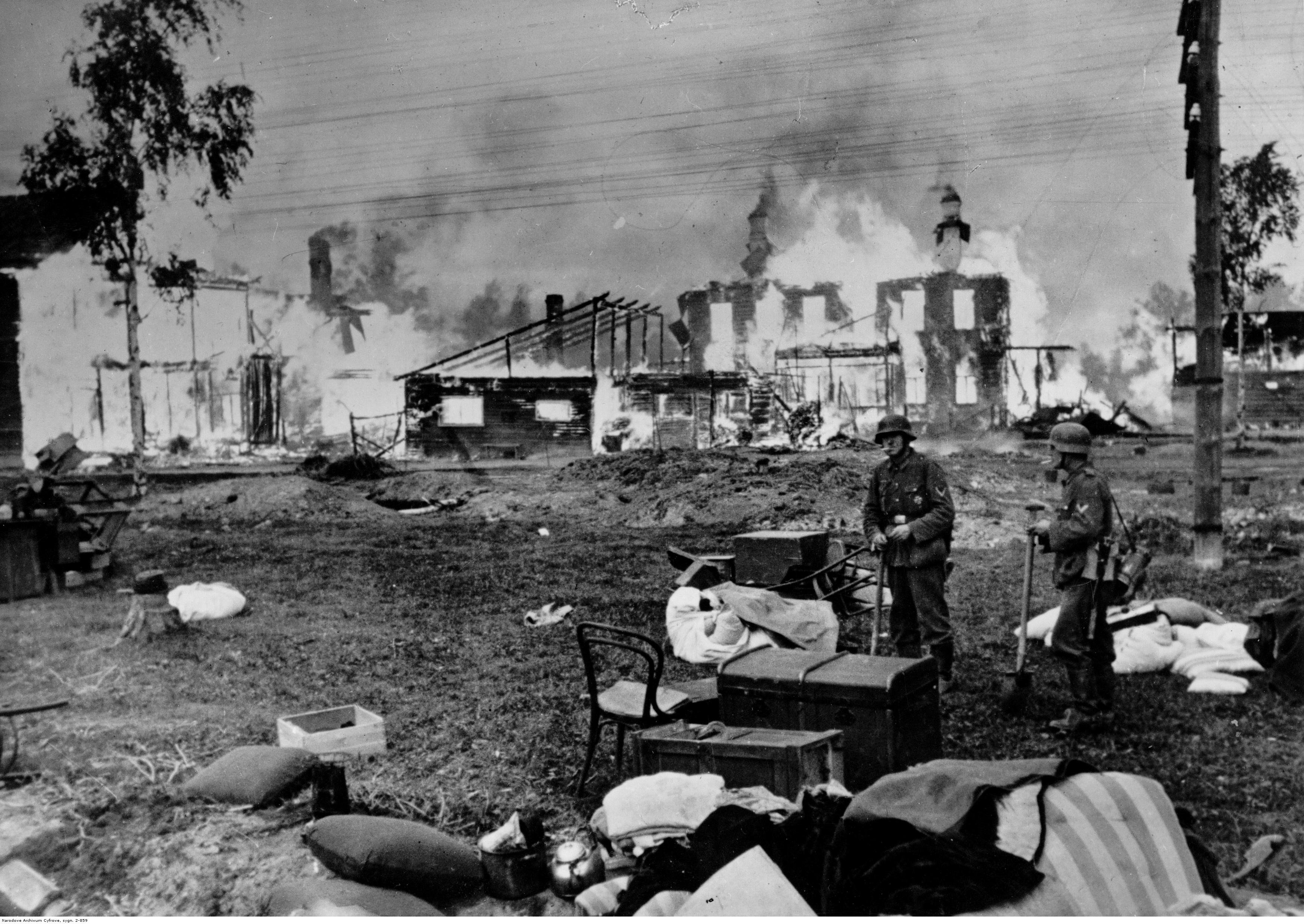
Soldados alemanes cerca de Leningrado en 1941. Al fondo hay casas en llamas y una iglesia.

Poco tiempo después, Zhúkov envió a su segundo al mando, Iván Fediúninski, para que comprobara la situación real del 42.º Ejército. Cuando este llegó al cuartel general del ejército se encontró con su comandante desesperado y fue incapaz de comunicarle la situación y las posiciones de sus tropas, su jefe de Estado Mayor, le informó de que el 42.º Ejército se sostenía «literalmente de milagro». Ivánov solicitó permiso para retirar su cuartel general a un lugar más seguro en la retaguardia, algo que Fediuninski rechazó, además comunicó a Zhúkov que la moral de las tropas y de la oficialidad del 42.º, 8.º y 55.º ejércitos estaba bajo mínimos. Rápidamente Zhúkov destituyó a Ivánov y ordenó a Fediuninski «Hágase cargo del 42.º Ejército, y rápido».
El 14 de septiembre, Zhúkov planificó un ataque de flanco contra las tropas germanas que luchaban contra el 42.º Ejército, su opinión era que el rápido avance alemán hasta Uritsk había dejado expuesto su flanco izquierdo, en consecuencia ordenó al 8.º Ejército de Vladímir Shcherbakov que atacara en dirección a Krasnoye Selo contra el ala izquierda alemana, para llevar a cabo su cometido Zhúkov, lo reforzó con varias divisiones de fusileros. Sin embargo, al mostrarse Shcherbakov poco dispuesto a atacar, debido a la debilidad de su ejército, Zhúkov, lo relevó del mando y lo sustituyó por el general Trifón Shevaldin.
Sin embargo, el 16 de septiembre, los alemanes reanudaron su ofensiva contra el 42.º Ejército y el flanco izquierdo del 8.º Ejército, antes de que Shevaldin hubiera terminado de reagruparse para el proyectado contraataque. El ataque tudesco se encontró con una resuelta defensa por parte de los soviéticos. Hasta finales del mes continuaron los intensos combates en la zona de Volordarskii, Uritsk y las colinas de Púlkovo. El 8.º Ejército de Fediuninski fue capaz de mantener una sólida línea defensiva a lo largo de la línea que va de Ligovo, Nizhnoe Koirovo hasta Púlkovo. Más al oeste, tres divisiones alemanas atacaron y derrotaron a la 10.ª División de Fusileros del 8.º Ejército, obligandolo a retirarse de Volordarskii. Ese mismo día las tres divisiones alemanas alcanzaron el golfo de Finlandia y capturaron Petergof, Strelna y Uritsk. De ese modo se cercó al 8.º Ejército en la llamada cabeza de puente de Oranienbaum, al oeste de Leningrado.
El 16 de septiembre, en una conversación privada con Otto Abetz, el embajador alemán ante el régimen francés de Vichy, Hitler le dijo: «Petersburgo —el venenoso nido que durante tanto tiempo ha vertido ponzoña asiática sobre el Báltico— debe desaparecer de la faz de la Tierra. La ciudad ya está rodeada. Sólo nos falta bombardearla una y otra vez, destruir su abastecimiento de agua y energía y dejar a su población sin todo lo que necesita para sobrevivir».
El 18 de septiembre, Shevaldin terminó de reagrupar sus diezmadas fuerzas y atacó al día siguiente en dirección a Krasnoye Selo, con el objetivo de restablecer las comunicaciones con el resto del Frente de Leningrado en la ciudad. Pero, el 20 de septiembre, los alemanes reanudaron su ofensiva contra el cercado 8.º Ejército, lo que obligó a este a detener su ofensiva y le forzó a retroceder hasta una línea defensiva que pasaba por Novyi Peterhof, Tomuzi Petrovskai, donde el frente se estabilizó.
Al mismo tiempo que tenían lugar estos duros enfrentamientos en el área de Uritsk, algo más al oeste, Leeb inició un nuevo ataque desde dos dirección contra las tropas soviéticas que defendían Pushkin. Su plan consistía en destruir las tropas del 55.º Ejército en la zona de Slutsk, Pushkin y Krasnogvardeisk, para luego atacar el flanco izquierdo del 42.º Ejército, lo que le habría abierto la puerta de la ciudad. El 12 de septiembre la 6.ª División Panzer, la 169.ª División de Infantería y la División SS Polizei, atacaron desde el río Izhora hacia Slutsk y Pushkin. El 13 de septiembre ocuparon Krasnogvardeisk, pero fueron incapaces de ocupar la zona de Slutsk-Kólpino. El 17 de septiembre, reanudaron su ofensiva y obligaron al 55.º Ejército a retirarse a una nueva línea defensiva situada, en algunos puntos, a menos de 12 kilómetros del centro de Leningrado. No obstante, la dura defensa soviética paró en seco la ofensiva alemana en las colinas de Púlkovo.
Aunque los intensos combates se prolongaron hasta el 30 de septiembre, la tenaz defensa soviética de las colinas de Púlkovo obligaron a Leeb a detener los ataques. Tras el fracaso de la ofensiva alemana Frank Halder, escribió en su diario:

El cerco alrededor de Leningrado no es todo lo estrecho que sería deseable y parece dudoso que haya progresos adicionales en ese frente tras la partida de la 1.ª División Panzer y de la 36.ª División Motorizada. Si consideramos el debilitamiento de nuestras fuerzas ante Leningrado, donde el enemigo está concentrando grandes fuerzas y cantidades de material, la situación seguirá siendo difícil hasta que los efectos del hambre acudan en nuestra ayuda.

El 22 de septiembre de 1941, el Alto Mando alemán emitió la Directiva n.º 1a 1601/41 «Respecto a la Futura Existencia de la Ciudad de Leningrado», donde los alemanes anunciaban claramente sus intenciones:

1. El Führer ha decidido borrar la ciudad de Petersburgo de la faz de la tierra. No tengo ningún interés en la futura existencia de este gran núcleo poblacional tras la derrota de la Unión Soviética. Finlandia ha expresado también su desinterés en la futura existencia de esta ciudad situada directamente junto a su nueva frontera.
2. Las anteriores peticiones por parte de la flota con respecto al mantenimiento de los astilleros, puertos y otras importantes instalaciones navales similares son bien conocidos para la OKW. No obstante, la satisfacción de las mismas no parece posible en vista de la línea general de conducta con respecto a Petersburgo.
3. Proponemos un estrecho bloqueo de la ciudad y borrarla de la tierra mediante fuego de artillería de todos los calibres y continuos bombardeos desde el aire.

Para finales de septiembre, era evidente que las tropas soviéticas habían sido encerradas en los alrededores de Leningrado, aunque no todo lo estrechamente que Hitler y el Alto Mando alemán habían planeado, las defensa soviéticas a lo largo del río Nevá permanecían fuertemente atrincheradas. Las brutales tácticas de combate de Zhúkov habían salvado la situación in extremis. Por su parte Leeb había comprendido que había perdido la oportunidad de tomar la ciudad. La situación se estabilizó mientras los ejércitos enfrentados se reagrupaban y se preparaban para nuevas operaciones.
A finales de octubre de 1941, el mariscal alemán Wilhelm von Leeb, en cumplimiento de las órdenes del Alto Mando de impedir que la población civil abandonara la ciudad sitiada y de esa forma garantizar que los habitantes de Leningrado muriera de hambre, dio órdenes a sus unidades de artillería para queː

El general al mando (Wilhelm von Leeb) visitó una serie de baterías de artillería liviana y pesada. Inspeccionó los alojamientos de invierno y las posiciones recién construidas para los cañones y luego habló con los oficiales al mando de las piezas y de la división sobre el uso de la artillería para impedir que la población de Leningrado escapara de la ciudad. Según la Orden Secreta n.º 2737, «había que detener dichas tentativas por la fuerza de las armas, si era necesario. Es obligación de la artillería resolver tal situación y hacerlo lo más lejos posible de nuestra líneas; preferentemente, abriendo fuego sobre los civiles al principio de su salida de la ciudad para que la infantería no tenga que abrir fuego por sí misma contra los civiles».

Estas órdenes fueron entregadas a todas las formaciones de artillería del frente de Leningrado. El 15 de noviembre, el diario de guerra señaló que «algunos civiles que intentaban escapar a nuestra líneas fueron neutralizados por fuego de artillería». Estas operaciones llevaron al comando a reflexionar sobre si disparar contra civiles desarmados conduciría a la «pérdida del equilibrio interior». Los oficiales superiores también estaban preocupados por la compasión «falsa» que podría afectar las cualidades de lucha de sus hombres. Las fuerzas bajo el mando de Leeb mataron a romaníes, entregaron a otros a las unidades del Sicherheitsdienst (SD) y participaron en el asesinato de personas con discapacidad mental. En diciembre de 1941, con el consentimiento expreso del comandante del 18.º Ejército, Georg von Küchler, el personal del SD disparó a 240 pacientes en un centro psiquiátrico.

## Defensa de la ciudad
En septiembre de 1941, el vínculo con el Frente del Vóljov al mando del general Kiril Meretskov se cortó definitivamente; en ese punto, los sectores defensivos de Leningrado estaban en manos de sendos ejércitos: el sector norte era defendido por el 23.º Ejército; el occidental, por el 42.º; el sur, por el 55.º; y el este, por el 67.º El 8.º Ejército del Frente del Vóljov tenía la responsabilidad de mantener la ruta logística a la ciudad en coordinación con la flotilla del Ladoga. La cobertura aérea de la ciudad fue proporcionada por las unidades de aviación naval de la PVO del distrito militar de Leningrado y de la flota del Báltico.
El 13 de septiembre, el almirante Iván Isákov, primer viceministro de la Armada, dictó una orden que establecía que, en el caso de una «retirada forzosa de Leningrado», todos los buques de guerra, buques mercantes, navíos comerciales y embarcaciones especializadas debían ser volados. Dio instrucciones detalladas para su destrucción y nombró a un capitán ayudante para que supervisara el hundimiento de la flota del Báltico, bajo el mando de su comandante, el vicealmirante Vladímir Tributs. Contraalmirantes y capitanes de primer grado se encargarían de supervisar la destrucción de la flota. Se encomendó al almirante Yuri Panteléyev supervisar la destrucción de los barcos en la isla fortaleza de Kronstadt, y otros se apostaron en las desembocaduras de los diversos afluentes del Nevá. Asimismo, se hicieron planes similares para destruir todas las instalaciones militares y económicas de la ciudad.
A finales de septiembre de 1941, comenzaron a llegar al cuartel general de Zhúkov varios informes que indicaban las intenciones alemanes de cercar la ciudad y dejar morir de hambre a sus habitantes; así, el 23 de septiembre, Moscú confirmó que el 4.º Grupo Panzer había sido trasladado de la zona de Leningrado y enviado a Moscú para participar en la operación Tifón. Dos días después, su jefe de inteligencia, el mayor general Yevstigneyev, redactó un informe en el que revelaba que los teutones estaban obligando a los residentes locales a construir trincheras y refugios permanentes para sus soldados, y que en Peterhof talaban árboles para construir sus búnkeres y fabricar estufas, muebles y camas. Claramente, se preparaban para pasar el invierno en las afueras de Leningrado y mantener la ciudad bloqueada. A pesar de todo, Zhúkov siguió convencido de que los nazis querían ocupar la ciudad mediante un asalto directo. Las maniobras alemanas le parecían un engaño, con la sola intención de crear una falsa sensación de seguridad entre los defensores soviéticos de la ciudad.
El 5 de octubre, el comandante del Frente de Leningrado, el general Gueorgui Zhúkov, recibió una petición de Stalinː «¿Puede tomar un avión y venir a Moscú?». Zhúkov delegó el mando en su ayudante el mayor general Iván Fediúninski y el 8 de octubre voló a Moscú, donde fue inmediatamente puesto al mando del Frente Oeste y enviado a la zona de Viazma, al oeste de la capital, donde los panzers habían roto las defensas soviéticas. Sin embargo, Fediúninski no se consideró lo suficiente capacitado para un puesto de tan vital importancia y, después de únicamente dos semanas, solicitó a Stalin ser relevado por un militar más experimentado. Así, el 26 de octubre fue sustituido por el antiguo jefe de Estado Mayor de Zhúkov, el teniente general Mijaíl Jozin.

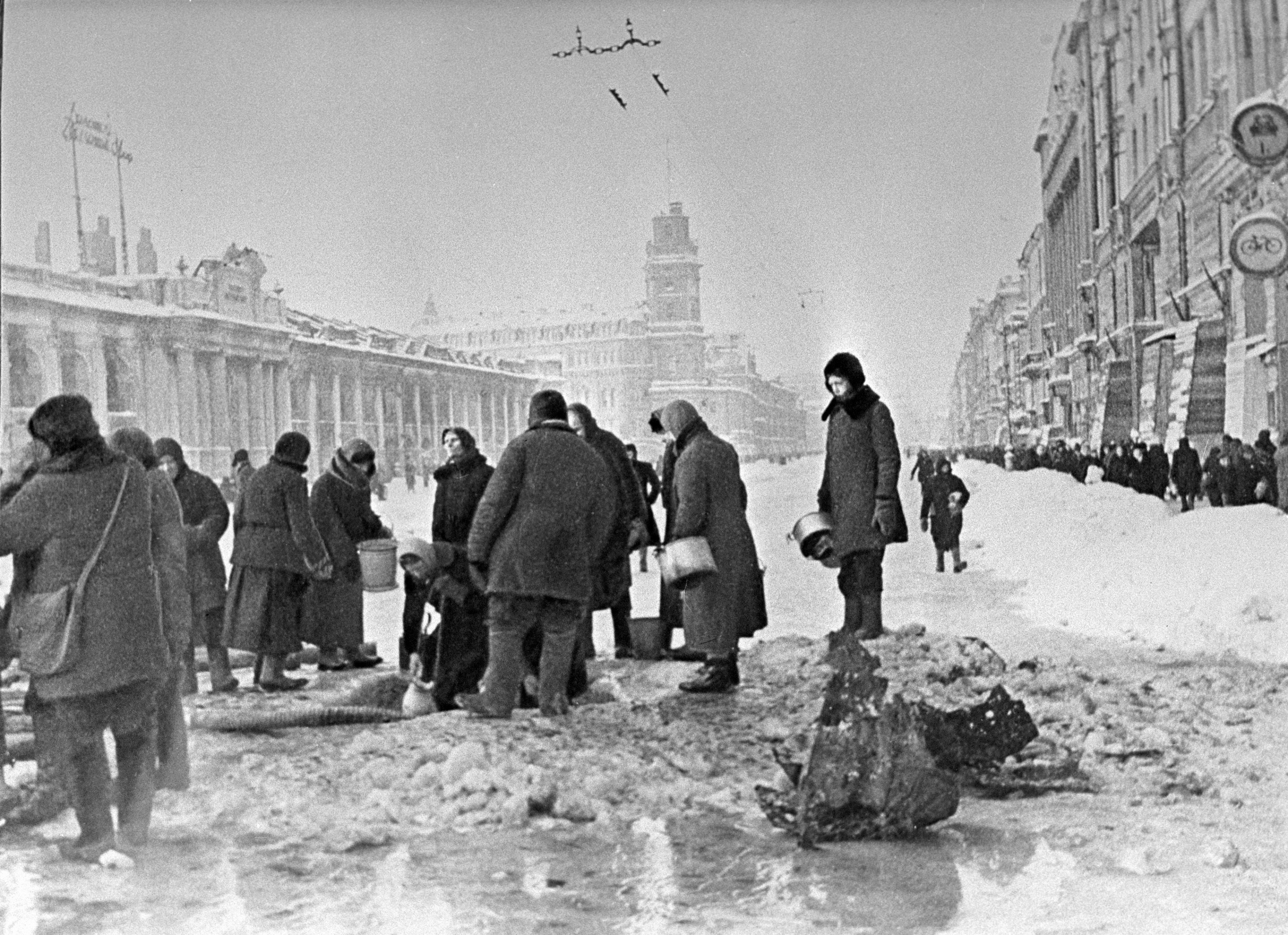
Ciudadanos de Leningrado recogiendo agua de pozos en Nevsky Prospect, entre las calles Gostiny Dvor y Ostrovsky.

### Evacuación de la ciudad
En el área de Leningrado, el avance alemán fue tan rápido que solo se había logrado evacuar 92 fábricas antes de que la ciudad fuera cercada. La reubicación de las nuevas instalaciones de la región no comenzó hasta el 5 de octubre y, sin embargo, para finales de año, una antigua planta de tanques de Leningrado ya estaba produciendo las primeras unidades KV-1 en Tankograd en un inmenso complejo de factorías situado en Cheliábinsk, en los Urales. En cualquier caso, muchas fábricas continuaron en la ciudad sitiada produciendo todo tipo de materiales militares, incluso durante lo más duro del asedio.
Según Zhúkov, «antes de la guerra, Leningrado tenía una población de 3 103 000ː 3 385 000 contando los suburbios. Se evacuaron hasta 1 743 129, incluidos 414 148 niños» entre el 29 de junio de 1941 y el 31 de marzo de 1943. Fueron trasladados a la zona del Volga, los Urales, Siberia y Kazajistán.
La operación defensiva para proteger a los 1 400 000 civiles evacuados fue parte de las operaciones antiasedio de Leningrado bajo el mando de Andréi Zhdánov, Kliment Voroshílov y Alekséi Kuznetsov. Se llevaron a cabo operaciones militares adicionales en coordinación con las fuerzas navales de la flota del Báltico, bajo el mando general del almirante Vladímir Tríbuts. La flotilla del Ladoga, bajo el mando de V. Baranovsky, S.V.. Zemlyanichenko, P.A. Traynin y B.V. Khoroshikhin, también desempeñaron un papel militar importante en la ayuda a la evacuación de civiles.

### Bombardeo de la ciudad

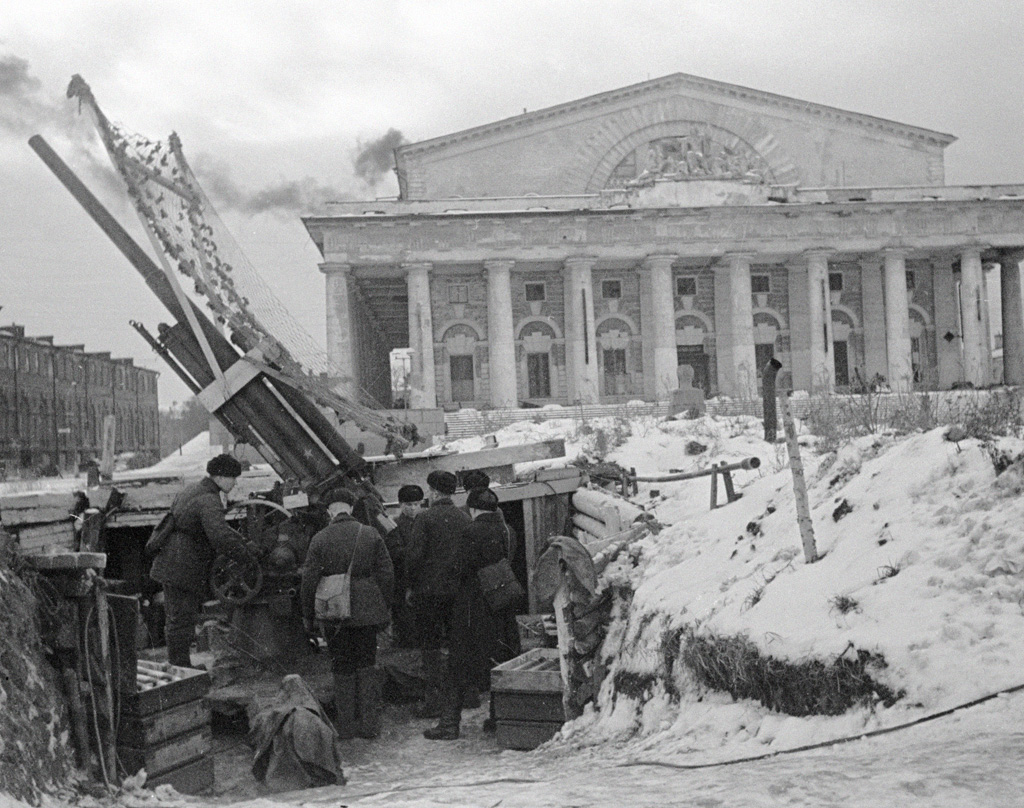
Un cañón antiaéreo soviético dispara contra los bombarderos enemigos en el Leningrado sitiado.

El primer éxito de la defensa aérea de Leningrado tuvo lugar la noche del 23 de junio. Un bombardero Ju-88A del primer cuerpo aéreo (KGr.806) resultó dañado por el fuego de los cañones AA de la 15.ª batería del 192.º regimiento de artillería antiaérea y realizó un aterrizaje de emergencia. Todos los miembros de la tripulación, incluido el comandante, el teniente Hans Turmeyer, fueron capturados en tierra. El comandante de la 15.ª batería, el teniente Alexéi Pimchenkov, recibió la Orden de la Bandera Roja por su acción.
El 8 de septiembre, el día en que cayó Shlisselburg y se completó el cerco de la ciudad, Alemania lanzó el primer gran ataque aéreo sobre Leningrado. Sus aviones, atacaron la ciudad en dos grandes oleadas. En la primera, a las 6.55 de la tarde, 27 Junkers Ju-87 dejaron caer 6000 bombas incendiarias. Una hora más tarde, la segunda oleada soltó 48 bombas altamente explosivas de entre 200 y 450 kilos. Su único objetivo: los almacenes de alimentos de Leningrado. El ataque aéreo alemán fue sumamente efectivo puesto que destruyó los almacenes Badaev en la zona suroccidental de la ciudad donde se almacenaba todo el grano, la carne, la manteca de cerdo y la mantequilla de la ciudad. Sorprendentemente las autoridades locales no habían tomado medidas para dispersar sus reservas alimentarias.

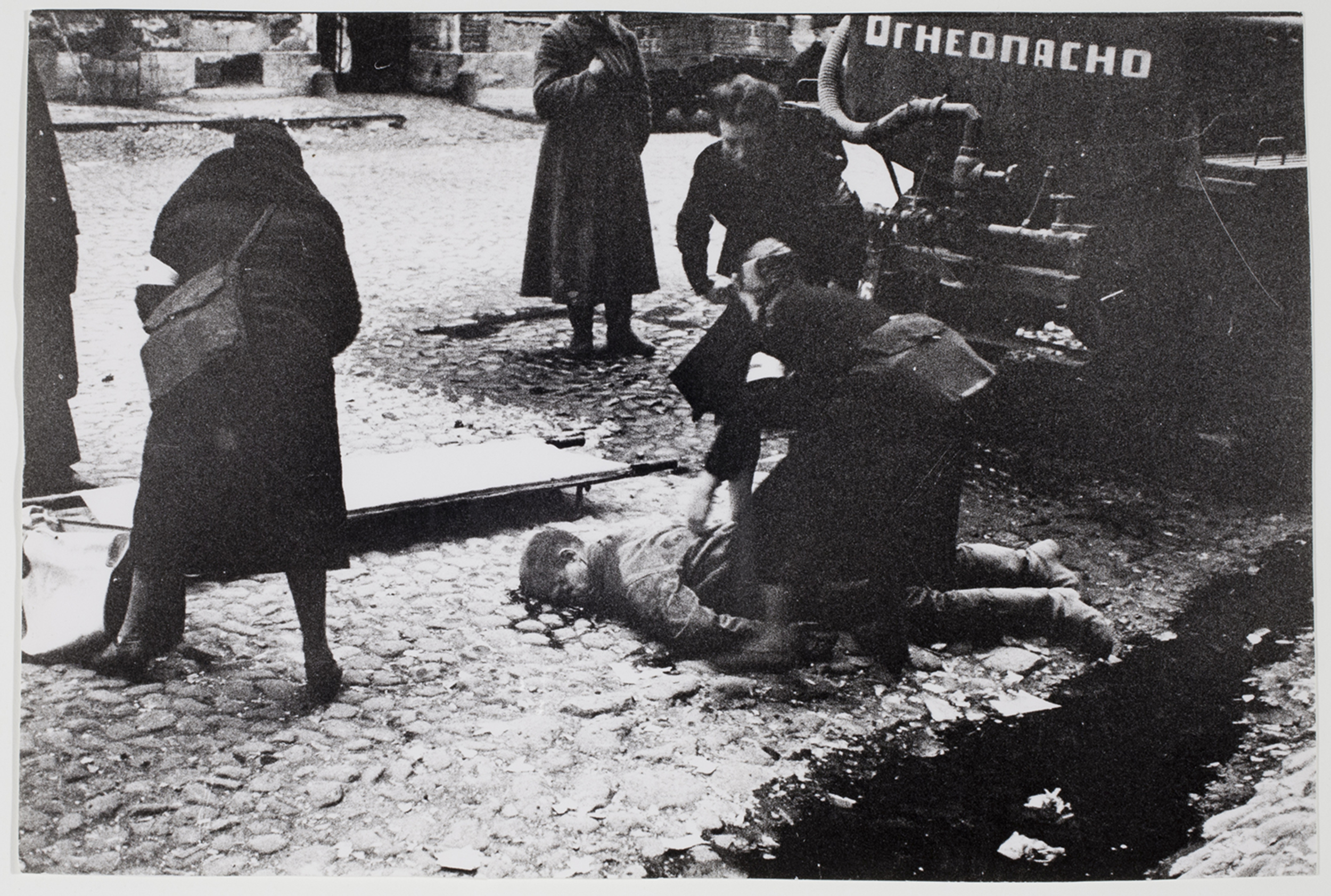
Enfermeras ayudando a los heridos durante un bombardeo alemán el 10 de septiembre de 1941

El ataque aéreo del viernes 19 de septiembre fue particularmente brutal. Fue el ataque aéreo más pesado que Leningrado sufriría durante la guerra, ya que 276 bombarderos alemanes atacaron la ciudad matando a 1000 civiles. Muchos de los muertos que fueron alcanzados por bombas alemanas se recuperaban de heridas de guerra en hospitales. Ese día se produjeron seis ataques aéreos. Cinco hospitales resultaron dañados por el bombardeo, así como el bazar comercial más grande de la ciudad. Cientos de personas habían corrido desde la calle hacia las tiendas para refugiarse del ataque aéreo.
El bombardeo de artillería pesada tudesca contra Leningrado comenzó en agosto de 1941, aumentando en intensidad durante 1942 con la llegada de nuevos equipos. Se intensificó aún más durante 1943, cuando se utilizaron varias veces más proyectiles y bombas que el año anterior. En contra de esto, la aviación de la Armada de la Flota del Báltico Soviética realizó más de 100 000 misiones aéreas para apoyar sus operaciones militares durante el asedio. Los bombardeos alemanes mataron a 5723 e hirieron a 20 507 civiles en Leningrado durante el asedio.

### El Camino de la Vida

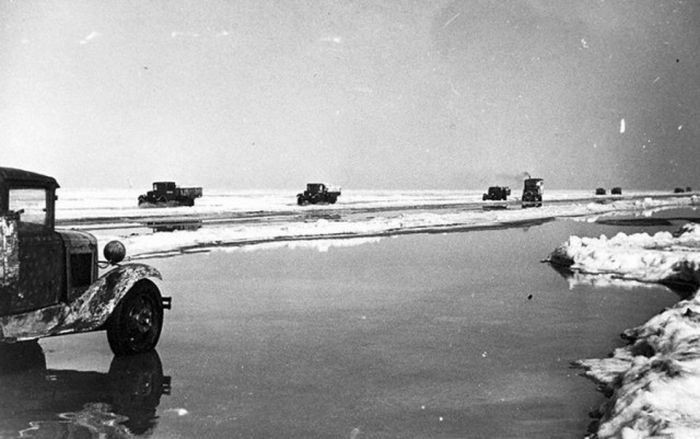
Un convoy de camiones GAZ-AA transportan suministros hacia la cercada ciudad de Leningrado a través de la superficie helada del lago Ládoga

Para sostener la defensa de la ciudad, era de vital importancia para el Ejército Rojo establecer una ruta para llevar un flujo constante de suministros a Leningrado. Esta ruta, que se conoció como el Camino de la Vida (en ruso: Дорога жизни), se efectuó sobre la parte sur del lago Ladoga y el corredor de tierra que permaneció desocupado por las fuerzas del Eje entre el lago Ladoga y Leningrado.

Situación de la ciudad a finales de septiembre de 1941.

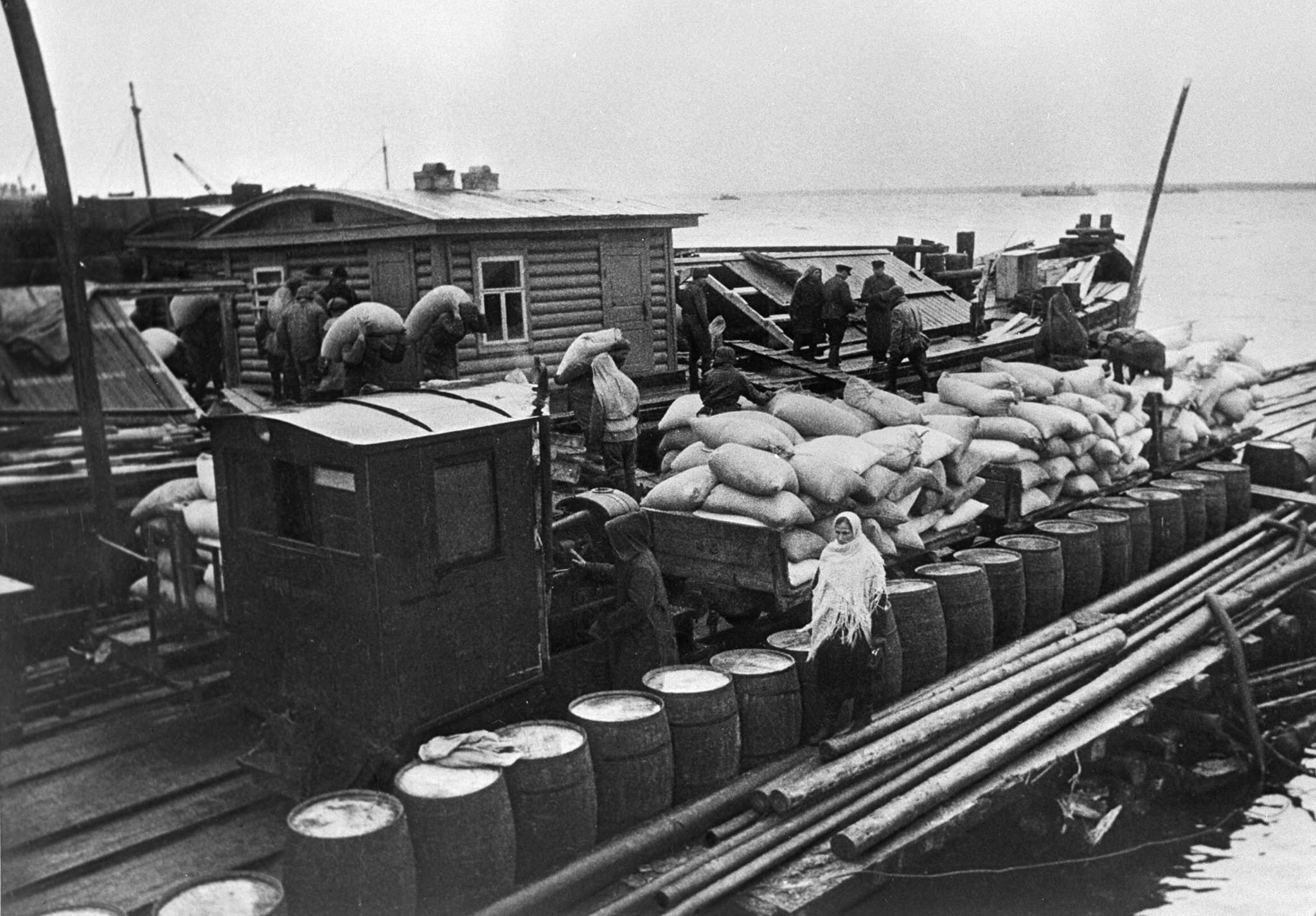
Suministros descargados de una barcaza en el lago Ladoga a un tren de vía estrecha en 1942

El transporte a través del lago Ladoga se logró mediante embarcaciones durante los meses más cálidos y vehículos terrestres conducidos sobre hielo espeso en invierno (de ahí que la ruta se conozca como "La Ruta del Hielo"). La seguridad de la ruta de suministro fue garantizada por la Flotilla Ladoga, el Cuerpo PVO de Leningrado y las tropas de seguridad de ruta. De este modo, se transportaron víveres a la aldea de Osinovets, desde donde eran trasladados y transportados a lo largo de 45 km a través de un pequeño ferrocarril suburbano hasta Leningrado.
La ruta tuvo que utilizarse también para evacuar a civiles, ya que no se habían ejecutado planes de evacuación en el caos del primer invierno de la guerra, y la ciudad estuvo completamente aislada hasta el 20 de noviembre, cuando entró en funcionamiento la carretera de hielo sobre el lago Ladoga. Los vehículos corrían el riesgo de quedarse atascados en la nieve o hundirse a través del hielo roto causado por los constantes bombardeos alemanes, pero la carretera traía los suministros militares y alimentarios necesarios y sacó a civiles y soldados heridos, lo que permitió que la ciudad continuara resistiendo al enemigo.

## Situación en la ciudad

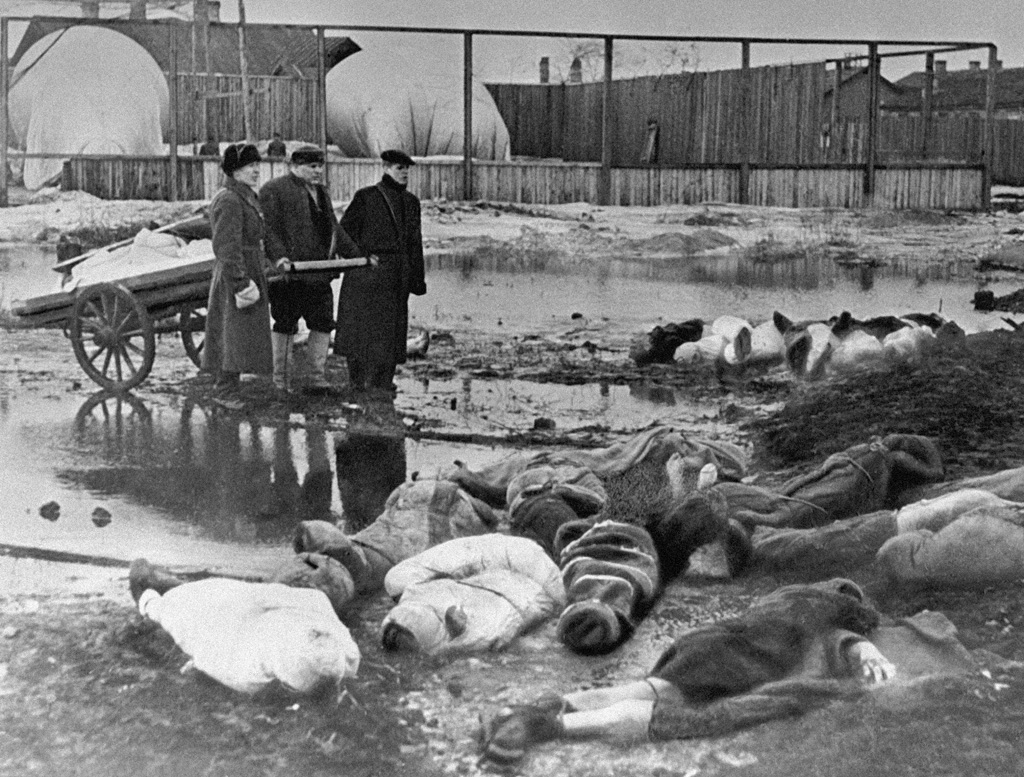
Tres hombres enterrando a las víctimas del asedio de Leningrado en 1942

El invierno de 1941-1942 fue uno de los peores (-30 °C) que ha vivido esta ciudad, muriendo miles de civiles de frío. Cientos de familias enteras perecieron en sus hogares. Al inicio del ataque a Leningrado, previendo un prolongado asedio, las autoridades soviéticas disminuyeron las raciones alimenticias diarias a 500 gramos para los obreros, 300 para los niños y empleados y 250 g para los no trabajadores. Debido a la falta de defensas antiaéreas adecuadas, una cantidad considerable de granos y harina fue destruido en septiembre en los silos de almacenamiento. Además no se tomó la previsión de clausurar los restaurantes, que derrocharon comida que sería necesitada urgentemente poco después. Muchos habitantes hicieron de los silos de almacenamiento destruidos su única fuente de alimento, consumiendo el resto de grano quemado que quedaba.

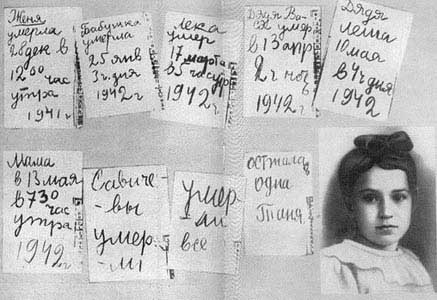
El diario de Tatiana Sávicheva, una niña de 11 años que murió tras el final del asedio. Su diario fue empleado como prueba durante los Juicios de Núremberg.

El 12 de septiembre se declaró que los granos y la carne solo durarían 35 días, mientras que el azúcar duraría 60 días, de modo que las raciones fueron reducidas aún más: 300 g de pan para los obreros, 250 g para los empleados y 125 g para los niños y no trabajadores. Como esto no era suficiente, la flotilla del lago Ládoga envió provisiones, siendo la mayoría de navíos hundidos por los bombarderos en picado alemanes (Junkers Ju-87 Stuka). Sin embargo, la hambruna obligó a los soviéticos a enviar buzos a rescatar lo que pudieran. El grano rescatado estaba mohoso y sabía mal, pero aun así se convirtió en harina para hacer pan. En un almacén se hallaron 2000 toneladas de tripas de ovejas que fueron convertidas en gelatina, sazonadas con hierbas aromáticas para disimular el repugnante olor y se vendieron como parte de la ración de carne.
Se emplearon ingredientes aún más extraños, incluyendo serrín que se mezclaba con la harina para hacer pan. Se aprovechaba la comida de los animales para alimentar a los humanos. Los botánicos señalaron que varias plantas comunes eran comestibles, por lo que se buscó por todos los parques y jardines agujas de pino, con las que se hacía una especie de sopa, y todo tipo de bulbos. La población de perros, gatos, ratas y cuervos de la ciudad desapareció a medida que se convirtieron en el plato principal en muchas mesas, se hacía sopa con todo ello, a menudo añadiendo pegamento, cualquier cosa que fuera mínimamente comestible.
Además, el Instituto Científico de Leningrado creó una especie de harina sintética a base de conchas y caparazones, complementada con serrín. Esto no fue suficiente, y al final del año la población consumía el 10 % de las calorías indispensables, muriendo a millares por desnutrición. Debido a la falta de combustible, el transporte público desapareció, al mismo tiempo que muchas fábricas cerraron. Solamente los edificios militares tenían derecho a usar la energía, si bien de forma limitada. La desesperación de los habitantes para no morir congelados los obligó a quemar la biblioteca de la ciudad, de 200 años de antigüedad, marcando profundamente la memoria colectiva de la hasta entonces capital cultural de Rusia.
El mercado negro se hizo presente entre los ateridos habitantes quienes adquirían unos cuantos gramos de azúcar o harina a precios exorbitantes. Gente sin escrúpulos asesinó soterradamente a conciudadanos para vender grasa y carne humana. Quienes fueron sorprendidos en estas prácticas fueron ejecutados sumariamente por el ejército, que había implantado la ley marcial. Los casos de canibalismo fueron muy comunes. Los alemanes enviaban regularmente al interior de la ciudad sitiada a espías para buscar información acerca de los efectos del sitio sobre la población. Después de la guerra se encontró el diario de Tatiana Sávicheva, una niña de once años, que narra de forma brutalmente simple cómo uno por uno todos los miembros de su familia mueren de hambre, hasta que queda sola, aunque al final muere también. Dicho diario fue utilizado como prueba por los Aliados para juzgar a los militares alemanes encargados del sitio a Leningrado después de la guerra (Juicios de Núremberg). Los soviéticos además montaron una pantalla frente a las fuerzas enemigas dándoles la sensación de que el sitio era completamente inútil (ruidos de tranvías funcionando pregrabados, conciertos sinfónicos con alto parlantes, etc.). A su vez, los alemanes hacían funcionar las cocinas de campaña en los extremos del perímetro, haciendo llegar olores de alimentos transportados por la brisa hacia la ciudad.
Durante el sitio, el compositor Dmitri Shostakóvich compuso su Sinfonía n.º 7, «Leningrado», intentando demostrar la actitud valiente de los habitantes de la ciudad bajo condiciones extremas. La obra se interpretó en la ciudad el 9 de agosto de 1942 en un concierto retransmitido por radio a todo el mundo y, cuando la artillería alemana intentó interrumpirlo, lo evitaron los disparos de contrabatería de la artillería soviética. Hoy en día los sobrevivientes repiten orgullosos: «Troya cayó, Roma cayó, Leningrado no cayó».

## Contraataques soviéticos

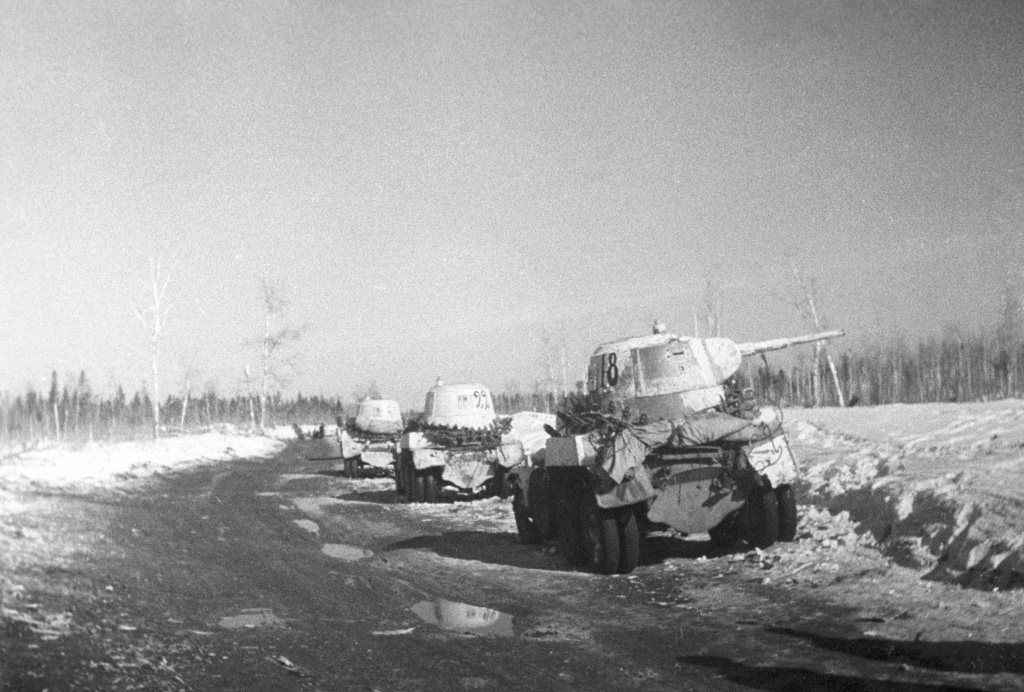
Columna de automóviles blindados soviéticos BA-10M. en el Frente de Leningrado, invierno de 1942.

### Ofensiva de Siniávino
La ofensiva de Siniávino (en ruso: Синявинская операция, romanizado: Siniavinskaïa operatsiïa), también conocida como segunda ofensiva de Siniávino, fue una operación militar llevada a cabo en agosto de 1942 por el Ejército Rojo al este de la sitiada ciudad de Leningrado durante la Segunda Guerra Mundial. El Alto Mando soviético planteó la ofensiva con la intención de romper el sitio de Leningrado, que ya duraba casi un año, y establecer una ruta de suministros segura en la orilla sur del lago de Ládoga —en las inmediaciones de la aldea de Siniávino, de donde la ofensiva tomó su nombre—. En el otro bando, el Grupo de Ejércitos Norte alemán planeaba lanzar la operación Nordlicht para capturar la ciudad y unirse a las fuerzas finlandesas desplegadas en el istmo de Carelia. Para ello, los alemanes enviaron grandes refuerzos desde Sebastopol, que acababa de ser capturada en julio de 1942 por las tropas de Erich von Manstein.
El 19 de agosto de 1942 el Frente de Leningrado lanzó la primera parte de la ofensiva, seguida el 27 de agosto por la principal ofensiva del Frente del Vóljov. A partir del 28 de agosto, los alemanes trasladaron sus fuerzas previstas para la operación Nordlicht con el fin de oponerse al avance soviético. Los contraataques alemanes, inicialmente, fracasaron, pero las tropas soviéticas no fueron capaces de continuar su ofensiva. El 21 de septiembre, después de diez días de punto muerto en que ninguno de los dos bandos fue capaz de realizar progresos importantes, el ejército alemán significativamente reforzado lanzó una contraofensiva, y después de cinco días de intensos combates, las fuerzas de la Wehrmacht, se unieron cerca de Gaitolovo y cortaron el saliente formado por la ofensiva soviética. De ese modo se cercó en una bolsa al oeste del río Vóljov a parte del 8.º Ejército y del 2.° Ejército de Choque soviéticos.

### Operación Chispa
La operación «Iskra» Chispa (en ruso: операция Искра, lit. 'Operación Chispa'), también conocida como tercera ofensiva de Siniávino y llamada por los alemanes como la segunda batalla del Ládoga, fue una operación militar en enero de 1943 llevada a cabo por el Ejército Rojo al este de la sitiada ciudad de Leningrado durante la Segunda Guerra Mundial. La ofensiva  fue planeada por el Alto Mando soviético con el objetivo prioritario de romper el sitio de Leningrado. La planificación de la operación comenzó poco después del fracaso de la ofensiva de Siniávino (19 de agosto-10 de octubre de 1942). La derrota alemana en la batalla de Stalingrado a finales de 1942, había debilitado seriamente a la Wehrmacht y, aprovechando dicha debilidad, el Alto Mando soviético comenzó a planificar y a realizar diversas operaciones ofensivas en todo el frente germano-soviético, especialmente en Ucrania; «Iskra» formó la parte norte de la más amplia contraofensiva de invierno soviética de 1942-1943.
La realización de la operación se encomendó al Frente de Leningrado y al Frente del Vóljov del Ejército Rojocon el apoyo de la Flota del Báltico y de la Flotilla del Ládoga, del 12 al 30 de enero de 1943, con el objetivo de crear una conexión terrestre con Leningrado. Las fuerzas de ambos frentes se unieron el 18 de enero y el 22 de enero la línea del frente se había estabilizado. La operación abrió con éxito un corredor terrestre de entre ocho a diez kilómetros de ancho hasta la ciudad. Inmediatamente después de la operación, se construyó un ferrocarril a través del corredor que permitió que llegaran muchos más suministros a la ciudad que por el Camino de la Vida a través de la superficie congelada del Lago de Ládoga, reduciendo significativamente la posibilidad de captura de la ciudad y cualquier vínculo entre las tropas de Alemania y de Finlandia.

### Ruptura final del sitio
Para enero de 1944, el Grupo de Ejércitos Norte se había visto reducido hasta los 397 763 soldados y oficiales, apoyados por solo dieciséis carros de combate, ciento nueve cañones de asalto, así como apenas setenta y un aviones de combate de la 1.ª Flota Aérea. Estas tropas disponían de excelentes fortificaciones de campaña construidas a lo largo de más de dos años, pero carecían de reservas para realizar contraataques. Además, el Alto Mando alemán estaba concentrado en las batallas que en ese momento estaban teniendo lugar en el sur y que estaban absorbiendo todas las reservas alemanas.
A principios de 1944, las tropas del Segundo Frente Báltico ocuparon la línea desde el lago Ilmen hasta el lago Neshcherda. Los ejércitos 6.º, 10.º de la Guardia, 1.º, 3.º de Choque y 22.º incluían 45 divisiones de fusileros, tres brigadas de fusileros, cuatro brigadas de tanques, una región fortificada, así como unidades de artillería e ingenieros. Solo el 1.er Ejército de Choque contaba con 54 900 soldados y oficiales.
En total, las tropas soviéticas, antes del inicio de la operación, ascendían a 1 252 000 efectivos (según otras fuentes, unos 900 000 soldados y oficiales), 20 183 cañones y morteros, 1580 tanques y cañones autopropulsados. El apoyo aéreo para la ofensiva lo proporcionaría el 13.ª Ejército Aéreo (incluida la aviación de la Flota del Báltico y el Ejército de Defensa Aérea de Leningrado), así como los ejércitos aéreos 14.º y 15.º, un total de 1386 aviones, incluidos 330 bombarderos de largo alcance.
El 14 de enero de 1944, el Ejército Rojo lanzó la Ofensiva de Leningrado-Nóvgorod que finalmente expulsó a las tropas nazis de las afueras del sur de la ciudad. Este fue un esfuerzo combinado de los Frentes de Leningrado al mando de Leonid Góvorov y del Frente del Vóljov al mando de Kirill Meretskov y parte del Segundo Frente Báltico. La Flota del Báltico proporcionó el 30 % de la potencia de la aviación para el ataque final contra la Wehrmacht. El 10 de junio de 1944, las fuerzas soviéticas atacaron desde ambas orillas del lago Ládoga a los finlandeses, haciéndolos retroceder hasta la frontera de 1939.

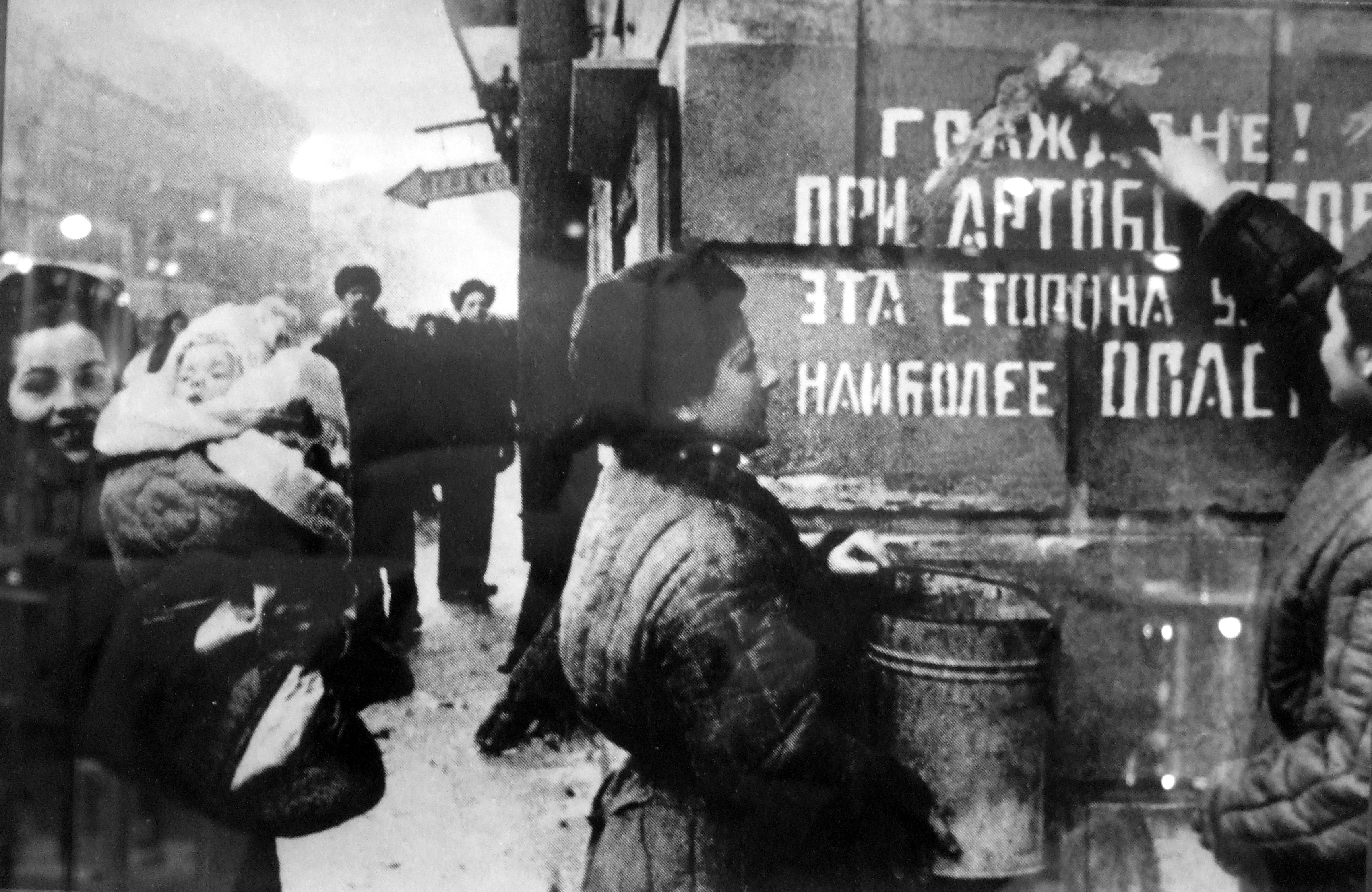
Leningrado, 1944. Ciudadanos celebran el fin del asedio borrando la advertencia ¡Ciudadanos! Durante los bombardeos, este lado de la calle es el más peligroso

El 27 de enero de 1944, Iósif Stalin declaró que el Sitio de Leningrado había sido levantado y que las fuerzas alemanas fueron expulsadas del Óblast de Leningrado. El levantamiento del bloqueo de 900 días se celebró en Leningrado ese día con veinte salvas de 324 cañones.

De pronto, Leningrado emergió de la oscuridad ante nuestros ojos, hasta las últimas grietas en los muros, la ciudad nos fue reveladaː bombardeada, acribillada y marcada con sus ventanas de madera contrachapada. Y vimos que a pesar de tantos golpes crueles, Leningrado conservaba su orgullosa belleza. Bajo las luces azuladas, rosadas, verdes y blancas, la ciudad nos pareció tan austera y conmovedora que no nos cansábamos de contemplarla.
Olga Bergholz.

La ofensiva terminó un mes después, el 1 de marzo, cuando la Stavka ordenó a las tropas del Frente de Leningrado una operación de seguimiento a través del río Narva, mientras que el Segundo Frente Báltico debía defender el territorio ganado en persecución del XVI Cuerpo de Ejército alemán.

## Resultados
La cifra oficial de muertes que se dio en los Juicios de Núremberg fue de 642 000 civiles, la mayoría de frío y hambre. Otras fuentes, como la Enciclopedia Militar Rusa aumentan la cifra, al incluir la evacuación a un millón de civiles. La mayoría de los historiadores occidentales creen que el número de muertos por hambre y frío durante todo el asedio superó el millón y que varios cientos de miles más murieron por los bombardeos. En contraste, los Estados Unidos y Gran Bretaña sufrieron en conjunto menos de 800 000 muertos durante toda la Segunda Guerra Mundial.
La mayoría de los muertos se encuentra en el cementerio Piskarióvskoye. Hoy en día se pueden apreciar edificios vacíos en los alrededores de San Petersburgo, nombre actual de Leningrado, señalando el violento pasado de la ciudad. Leningrado recibió el título de Ciudad Heroica en 1945, coincidiendo con el final de la contienda.
El Ejército Rojo también sufrió durísimas bajas durante los combates en los alrededores de Leningrado, según los recuentos oficiales más conservadores, hacia el final de la guerra había sufrido 1 017 881 muertos, desaparecidos o prisioneros y 2 418 185 heridos o enfermos, lo que representa unas pérdidas totales de 3 437 066 soldados y oficiales. Es decir un poco más del 12 % de los 28,2 millones de soldados del Ejército Rojo que resultaron heridos, muertos o fueron tomados prisioneros durante toda la guerra.